# Pseudagrion giganteum
Pseudagrion giganteum är en trollsländeart som beskrevs av Schmidt 1951. Pseudagrion giganteum ingår i släktet Pseudagrion och familjen dammflicksländor. Inga underarter finns listade i Catalogue of Life.